# Ласкиревы
Ласкиревы (Ласкаревы) — старорусский (допетровский) дворянский род, который претендовал на происхождение от греческого императора Феодора Ласкариса.
Феодор Ласкарис, якобы сын князя Морейского (хотя Ласкарисы никогда не правили в Морейском деспотате), в 1496 году выехал с сыном Дмитрием в Москву, где они стали писаться Ласкиревыми. В 1514 году Дмитрий Фёдорович был направлен послом к императору Максимилиану.
Несколько представителей рода Ласкиревых были воеводами в XVI веке. Последний представитель — Никита Иванович Ласкирев, стольник, дворянин московский, воевода в Муроме (1633 и 1647). После 1647 года эта фамилия не встречается более в разрядных книгах, что указывает на то, что род Ласкиревых пресёкся в середине XVII веке.